# Nicole van Hooren
Nicole Gerarda Everdina van Hooren (Den Bosch, 11 de junio de 1973) es una deportista neerlandesa que compitió en bádminton.
Ganó una medalla de bronce en el Campeonato Europeo de Bádminton de 2000, en la prueba de dobles. Participó en los Juegos Olímpicos de Sídney 2000, ocupando el quinto lugar en la misma prueba.

## Palmarés internacional
| Campeonato Europeo | Campeonato Europeo    | Campeonato Europeo | Campeonato Europeo |
| Año                | Lugar                 | Medalla            | Prueba             |
| ------------------ | --------------------- | ------------------ | ------------------ |
| 2000               | Glasgow (Reino Unido) | Medalla de bronce  | Dobles             |